# Nymphargus pluvialis
Nymphargus pluvialis là một loài ếch trong họ Centrolenidae, formerly placed in Cochranella.
Nó được tìm thấy ở Bolivia và Peru.
Các môi trường sống tự nhiên của chúng là rừng mây ẩm nhiệt đới và cận nhiệt đới, sông, và các đồn điền.
Its conservation status is unclear.